# Шелбурн (Нью-Гемпшир)
Шелбурн (англ. Shelburne) — місто (англ. town) в США, в окрузі Коос штату Нью-Гемпшир. Населення — 353 особи (2020).

## Демографія
Згідно з переписом 2010 року, у місті мешкали 372 особи в 166 домогосподарствах у складі 116 родин. Було 217 помешкань
Расовий склад населення:
| - 99,2 % — білих - 0,5 % — корінних американців |

До двох чи більше рас належало 0,3 %. Частка іспаномовних становила 0,3 % від усіх жителів.
За віковим діапазоном населення розподілялося таким чином: 14,0 % — особи молодші 18 років, 65,8 % — особи у віці 18—64 років, 20,2 % — особи у віці 65 років та старші. Медіана віку мешканця становила 52,8 року. На 100 осіб жіночої статі у місті припадало 106,7 чоловіків;  на 100 жінок у віці від 18 років та старших — 103,8 чоловіків також старших 18 років.
Середній дохід на одне домашнє господарство  становив 76 287 доларів США (медіана — 64 375), а середній дохід на одну сім'ю — 91 283 долари (медіана — 75 313). Медіана доходів становила 50 417 доларів для чоловіків та 40 250 доларів для жінок. За межею бідності перебувало 2,9 % осіб, у тому числі 0,0 % дітей у віці до 18 років та 1,9 % осіб у віці 65 років та старших.
Цивільне працевлаштоване населення становило 171 особа. Основні галузі зайнятості: освіта, охорона здоров'я та соціальна допомога — 24,0 %, публічна адміністрація — 14,6 %, роздрібна торгівля — 12,3 %, мистецтво, розваги та відпочинок — 11,7 %.